# 宮城野區
宮城野区（日语：／ Miyagino ku */?）是日本宮城縣仙台市的5區之一。面積58.09平方公里，人口186,549人。位於仙台市的東北部，東臨仙台灣，主要為平地，北部有丘陵。七北田川和梅田川由西北向東流經。日本職棒的東北樂天金鷹隊的主場宮城球場也在該區之內。